# Национал-социалистический союз студентов Германии

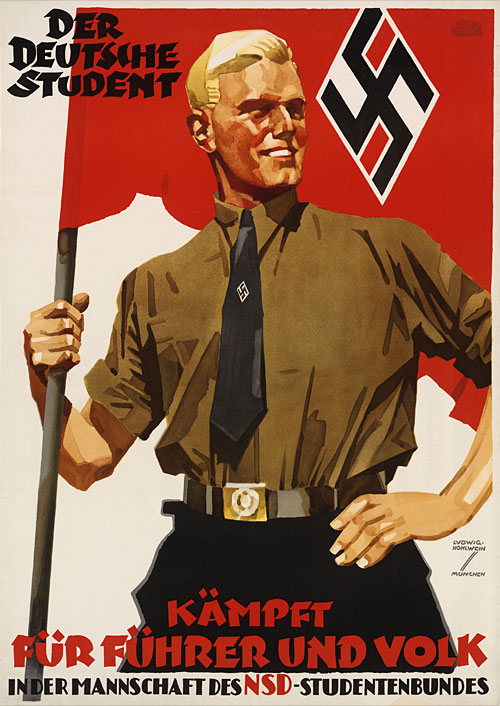
Пропагандистский плакат НСССГ

Национа́л-социалисти́ческий сою́з студе́нтов Герма́нии (нем. Nationalsozialistischer Deutscher Studentenbund (NSDStB)) — общественная организация в нацистской Германии (1933—1945), объединявшая в своих рядах студентов-членов НСДАП и являвшаяся её структурным подразделением. От имени НСДАП организация брала на себя идеологическую подготовку студентов в духе национал-социалистической идеологии. НСССГ, как и все партийные структуры, был построен в соответствии с принципом вождизма. Члены союза размещались в казармах, а с 1930 они начали носить коричневые рубашки и повязку со свастикой.
Главой союза являлся имперский студенческий фюрер (Reichsstudentenführer).

## До 1933
Национал-социалистический союз студентов Германии появился в 1926 году. В первые годы ему было сложно закрепиться в студенческом обществе, так как лидерство в организации принадлежало людям из «левого» крыла НСДАП (в частности братьям Штрассерам), и его пропаганда была направлена в основном против капитализма.
Но в 1928 году должность рейхсштудентенфюрера занял Бальдур фон Ширах, активист НСДАП, который ранее занимался агитацией идей нацизма среди молодёжи. С этого момента организация начала добиваться первых крупных успехов. Однако деятельность союза вызывала противодействие, например, в мае 1930 года в газете Deutsche Corpszeitung появилось предупреждение об опасности политических студенческих организаций, в том числе и НСДАП, из-за возможного риска для здоровья и успеваемости студентов.
Тем не менее, успех среди немецких студентов был неудержим, после ожесточённого сопротивления старого совета, NSDStB взял на себя руководство Немецким студенческим союзом (DSt) в июле 1931 года. В своём прощальном выступлении покидающий свой пост председателя DSt Ханс Генрих Шульц обрушился с критикой на NSDStB.
В июле 1932, во время празднования Дня студента, в Кёнигсберге местные члены союза пришли в форме НСДАП; NSDStB в то же время получил представительство в Генеральном студенческом комитете (Der Allgemeine Studentenausschuss, AStA).
Зимой 1932—1933 года снова начались протесты против главенства NSDStB в Генеральном студенческом комитете. После первоначального сотрудничества немецкие студенческие корпорации перешли в резкую оппозицию NSDStB и даже создали Рабочую группу по университетской политике студенческих ассоциаций. С назначением Адольфа Гитлера на пост рейхсканцлера эта попытка защититься от нацистских претензий на власть не имела смысла.

## После 1933
В 1933 году NSDStB создал свой центральный печатный орган Deutsche Studenten-Zeitung (позднее переименованный в Die Bewegung). В апреле 1933 немецкий студенческий союз во главе с NSDStB провёл акцию против негерманского духа во многих немецких городах. В начале мая 1933 года студенты разгромили институт сексологии в Берлине, в районе Тиргартен на улице Ин-ден-Зельтен.
В 1934 году произошли ожесточённые столкновения между членами NSDStB и студенческих корпораций. В этот год новым рейхсштудентенфюрером стал Альберт Дерихсвеллер, благодаря которому началось поглощение других ассоциаций учащихся. Уже в октябре 1935 все ненацистские студенческие организации были либо запрещены, либо перешли в состав нацистских организаций.
В начале сентября 1935 года германская студенческая ассоциация Kösener Senioren-Convents-Verband была исключена из сообщества студенческих ассоциаций, «потому что она не взяла на себя полную реализацию арийских принципов». Дерихсвайлер написал по этому поводу в Völkischer Beobachter:
«Времена переговоров и дискуссий подошли к концу, благодаря нашему решению поставить студенческое поколение перед выбором: студенческий союз или корпорация, политический студент или аполитичный обыватель».

В 1936 рейхсштудентенфюрером стал Густав Адольф Шеель, который одновременно возглавлял Немецкий студенческий союз, Рейхсштудентенверк и Национал-социалистический союз немецких доцентов.
В соответствии с законом союзнического контрольного совета №2 от 10 октября 1945 года Национал-социалистический союз студентов Германии был запрещён, а всё его имущество конфисковано.

## Руководители
- Вильгельм Темпель (1926—1928)
- Бальдур фон Ширах (1928—1931)
- Герд Рюле (1931—1933)
- Оскар Штебель (1933—1934)
- Альберт Дериксвейлер (1934—1936)
- Густав Адольф Шеель (1936—1945)